# Eryk Anders
Eryk Anders (født 21. april 1987 i Luzon i Filippinerne) er en amerikansk professionel MMA-udøver, der i øjeblikket konkurrerer i letsværvægt-division, og er tidligere college football-spiller for Alabama Crimson Tide.

## Baggrund
Anders blev født på en US Air Force base i Filippinerne, hvor hans mor var stationeret på det tidspunkt. Da Anders gik i high school flyttede han til San Antonio, Texas, hvor han spillede fodbold for Smithson Valley High School.

## MMA-karriere

### Tidlig karriere
Anders begyndte sin MMA-karriere i 2012 som en amatør, hvor han deltog i 22 amatørkampe før sin professionelle debut mod Josh Rasberry den 22. august, 2015 forStrike Hard Productions. Han besejrede Rasberry på bare 40 sekunder via TKO.
I sin anden professionelle kamp besejrede han Demarcus Sharpe via enstemmig afgørelse.
Anders besejrede Garrick James på TKO.
Anders besejrede herefter Dekaire Sanders via sumbission (rear naked choke).
I sin femte professionelle kamp besejrede han Jesse Grün på TKO via slag.

### MMA-Bellator
Anders fik sin Bellator-debut den 21 oktober 2016, hvor han besejrede Brian White på TKO på 23 sekunder.

### Legacy Fighting Alliance
Anders sluttede sig herefter til Legacy Fighting Alliance. Han besejrede Jon Kirk på TKO i LFA 6: Junior vs Rodriguez den 10 marts 2017.
Den 23 juni 2017, kæmpede Anders  Legacy Fighting Alliance-mellemvægt-mesterskabet. Han besejrede Brendan Allen via en 49-46 enstemmig afgørelse og vandt mesterskabet.

### Ultimate Fighting Championship
Anders fik sin UFC debut mod Rafael Natal på UFC on FOX 25, som en sen erstatning for Alessio di Chirico , der blev tvunget til at trække sig på grund af en nakkeskade. Han vandt kampen via knockout i første omgang.
Anders erstattede med kort varsel Jimi Manuwa, og mødte Thiago Santos i en letsværvægts-kamp ved UFC Fight Night 137. Anders tabte via TKO, da han kollapsede og ikke formåede at komme hen til sit hjøerne i slutningen af 3. omgang. Denne kamp indbragte ham Fight of the Night-prisen.
Anders er planlagt til at møde Elias Theodorou i en mellemvægts-kamå ved UFC 231 den 8. december, 2018

## Personlige liv
Anders og hans kone Yasmin er gift og har en søn.

## Mesterskaber og resultater
- Ultimate Fighting Championship
  - Performance of the Night (1 gang) vs. Tim Williams[20]
  - Fight of the Night (1 gang) vs Thiago Santos[17]
- Legacy Fighting Alliance
  - LFA Middleweight Championship (1 gang)
- National Collegiate Athletic Association
  - BCS National Championship (2009)